# Doina groparilor
Doina groparilor este un film românesc din 2011 regizat de Pavel Cuzuioc.